# Project Wyze
Project Wyze foi uma banda canadense de rap rock formada em 1996 na cidade de London.

## Discografia
Álbuns de estúdio
- 1998: Only If I Knew
- 2001: Misfits.strangers.liars.friends

EP
- 1996: Trapz of Poetic Poison